# Carton jaune
Pour l’article homonyme, voir Carton jaune (homonymie).

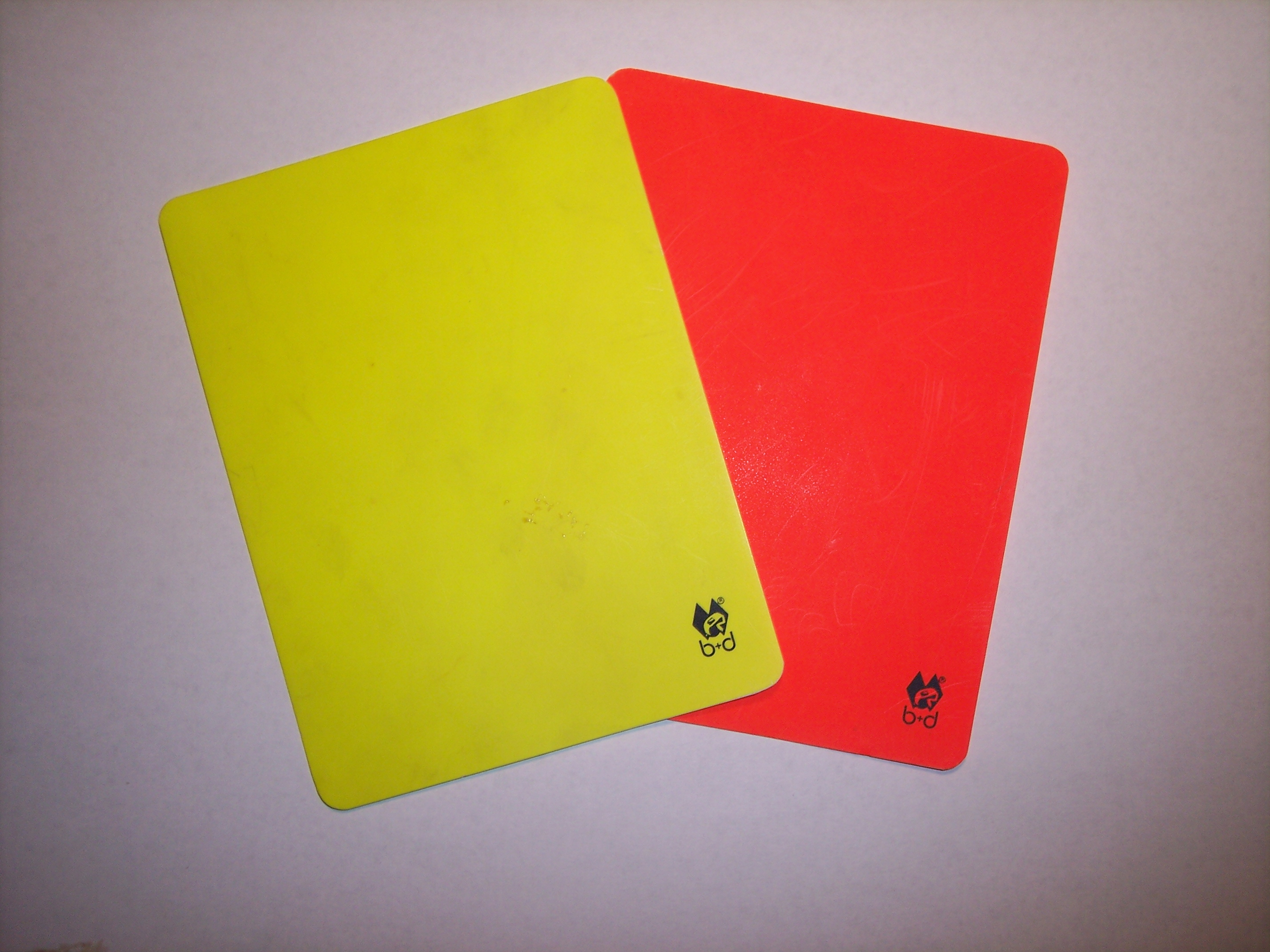
Cartons rouge et jaune du football

Un carton jaune (ou carte jaune en Belgique) est un carton de pénalité utilisé dans de nombreux sports, et signifie qu'un sportif est sous le coup d’un avertissement, dont les modalités varient selon la discipline.

## Football

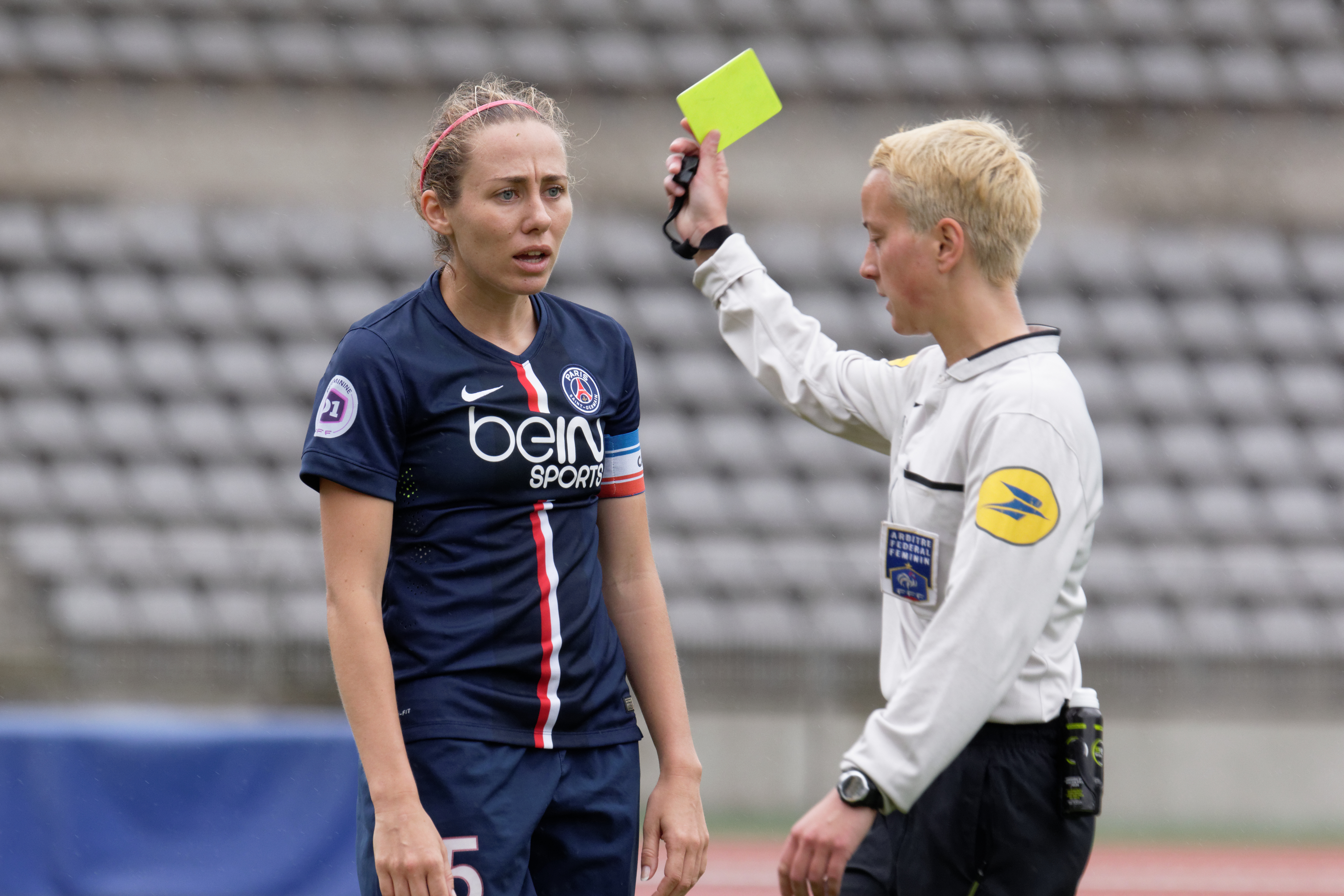
Aurore Vanstaevel donne un carton jaune à Sabrina Delannoy lors de PSG-Rodez le 3 mai 2015.

En football, le carton jaune est un avertissement délivré à un joueur par l'arbitre, qui brandit alors au vu de tous un morceau de plastique – de 102 × 76 mm en général.
En tout, sept fautes sont passibles de cette sanction : 
- un comportement antisportif, tel qu'une simulation ;
- une désapprobation des décisions de l'arbitre en paroles ou en actes ;
- une infraction persistante aux lois du jeu ;
- un retard de reprise du jeu ;
- le non-respect de la distance requise lors de l’exécution d’un coup de pied de coin ou d’un coup franc ;
- l'entrée ou le retour sur le terrain de jeu sans autorisation préalable de l’arbitre ;
- l'abandon délibéré du terrain de jeu sans autorisation préalable de l’arbitre.

La liste n'est pas exhaustive, le retrait d'un maillot est passible de recevoir un carton jaune dans les compétitions internationales.

### Création
L'idée d'utiliser des cartes de couleur pour communiquer un avertissement ou une exclusion revient à l'arbitre anglais Ken Aston (1915-2001). Aston avait été nommé au Comité des arbitres de la FIFA et était responsable de tous les arbitres lors de la Coupe du monde de 1966 en Angleterre. Après le quart de finale entre l'Angleterre et l'Argentine, la presse rapporta que l'arbitre allemand Rudolf Kreitlein avait averti les joueurs anglais Bobby et Jack Charlton et expulsé le joueur argentin Antonio Rattin. Mais la décision de l'arbitre n'avait pas paru claire et le sélectionneur anglais Alf Ramsey demanda des clarifications à la FIFA. Cet incident poussa Aston à trouver un moyen de rendre les décisions des arbitres claires tant pour les joueurs que pour les spectateurs. Il réalisa qu'un code couleur basé sur le même principe que les feux routiers (jaune = attention, rouge = arrêt)  serait compréhensible par tous, indépendamment de la langue.

### Coupe du monde de 1970
Lors de la Coupe du monde 1970, le 31 mai 1970, l'arbitre allemand Kurt Tschenscher (RFA) pénalise Kakhi Asatiani, le no 11 de l'équipe d'Union soviétique, du 1er carton jaune de l'histoire de la Coupe du monde de football, lors du match de 1er tour à Mexico entre le Mexique et l'Union soviétique.

### Coupe du monde 2006
Lors du match Croatie-Australie de la Coupe du monde 2006 en Allemagne, le joueur croate Josip Simunic a reçu 3 cartons jaunes et un carton rouge durant la rencontre et a profité pendant quelques minutes d'une erreur de l'arbitre anglais Graham Poll qui aurait dû l'exclure après le 2e carton jaune.
Simunic a reçu un premier carton jaune à la 62e minute, un deuxième à la 90e minute et enfin un troisième trois minutes plus tard, dans le temps additionnel d'une rencontre très accrochée et houleuse. Simunic commettait alors une nouvelle faute et recevait son troisième carton jaune du match.

## Rugby
Au rugby à XIII comme au rugby à XV, le carton jaune est un avertissement, et le joueur est exclu pendant 10 minutes du jeu.
En rugby à XV, les cartons jaunes sont introduits en 1999 pour officialiser les expulsions temporaires, s'inspirant du rugby à XIII. Celles-ci sont introduites pour la première fois deux ans avant dans le championnat d'Angleterre avec l'apparition des bancs de pénalité qui sont destinés à sanctionner les fautes volontaires et les mauvais comportements qui ne sont toutefois pas assez graves pour mériter une expulsion permanente du joueur. Cette nouvelle règle qui a pour but de rendre le jeu plus fluide et de limiter les conflits et bagarres entre joueurs s'avère un succès et est ensuite étendue par l'International Rugby Board aux compétitions internationales dès l'année suivante.

## Handball

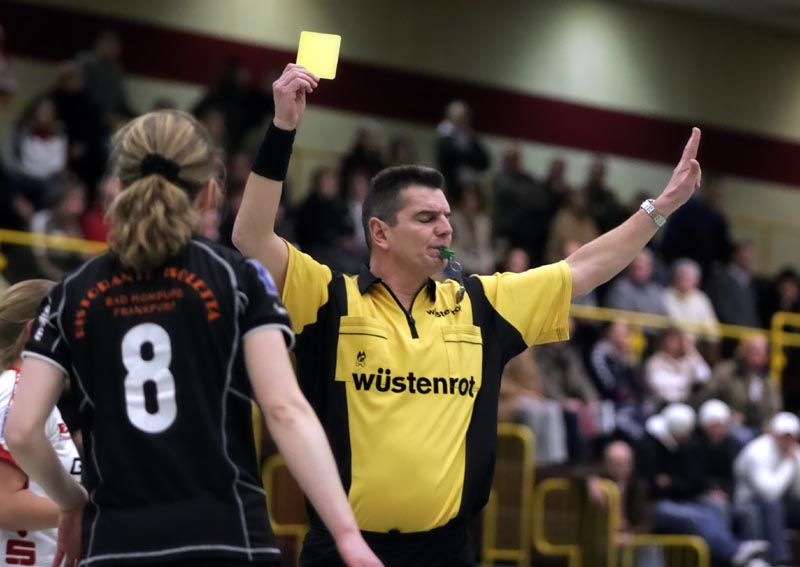
carton jaune en handball

Le carton jaune est un avertissement, il n'entraîne pas l'expulsion du joueur.

## Tennis de table
Le carton jaune est un avertissement sans effet sur le score lors de la première infraction, mais en cas de première récidive dans la même rencontre, la sanction est un carton jaune et un carton rouge avec un point de pénalité attribué à l'adversaire ; à la deuxième récidive la sanction est un carton jaune + carton rouge avec deux points de pénalité.

## Kayak-polo
Le carton jaune est un avertissement, et le joueur est exclu pendant 2 minutes. Il fait généralement suite à un carton vert.

## Marche athlétique
Chaque juge dispose de deux cartons jaunes différents pour signaler un type d'infraction. Il y a deux infractions qui sont pénalisées:
- la faute de suspension (aucun contact avec le sol) dont le marcheur est averti par un carton jaune comportant un symbole qui représente une ligne brisée en quatre;
- la faute de flexion (jambe d'appui non tendue) dont le marcheur est averti par un carton jaune comportant un symbole qui représente une ligne brisée en deux.

Cependant, ce carton jaune n'est pas obligatoire, le juge peut donc donner un carton rouge dans deux cas : s'il considère que l'athlète commet une grosse faute, ou si après l'avoir averti par le carton jaune, le juge pense que l'athlète est toujours en faute. Lorsque le juge donne un carton rouge il en avertit le chef-juge. Les cartons rouges ne sont pas montrés à l'athlète mais il peut être mis au courant par un tableau d'affichage ou par le chef-juge.
Au bout de trois cartons rouges, le marcheur est disqualifié. Un juge ne peut pas donner plus d'un carton rouge par athlète, c'est pour cela qu'un minimum de trois juges par épreuve est nécessaire.

## Escalade
Le carton jaune est un avertissement donné pour un comportement antisportif de nature mineure, un langage déplacé, des retards par rapport aux horaires d'isolement, le non port du dossard…
Deux cartons jaunes entraînent un carton rouge.

## Voir également
- Carton rouge
- Carton vert
- Carton noir
- Carton bleu